# Leichtathletik-Europameisterschaften 2010/110 m Hürden der Männer

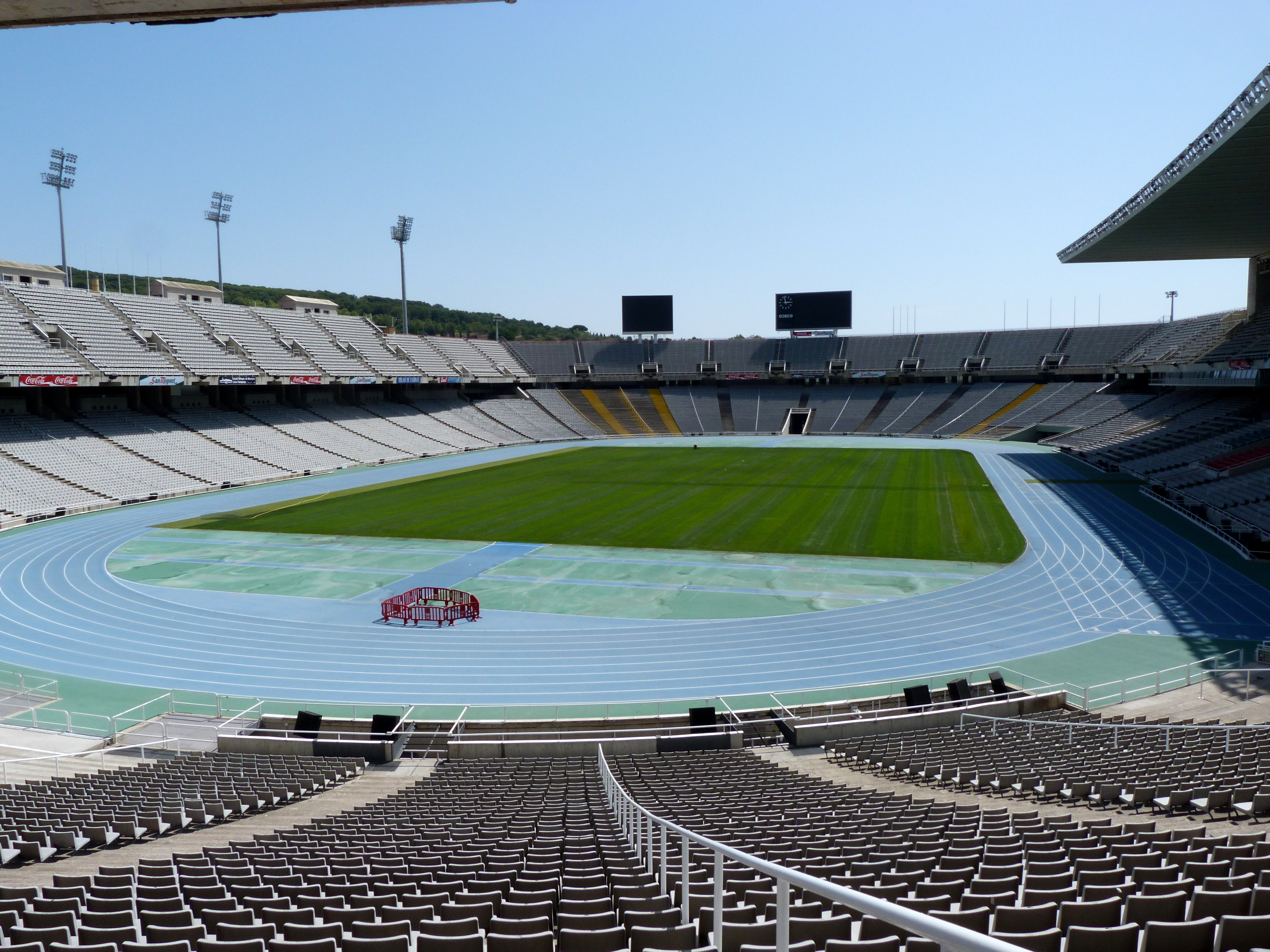
Das Olympiastadion Estadi Olímpic Lluís Companys
Barcelona im Jahr 2012

Der 110-Meter-Hürdenlauf der Männer bei den Leichtathletik-Europameisterschaften 2010 wurde am 29. und 30. Juli 2010 im Olympiastadion Estadi Olímpic Lluís Companys der spanischen Stadt Barcelona ausgetragen.
Europameister wurde der britische EM-Dritte von 2006 Andrew Turner. Silber ging an den Franzosen Garfield Darien. Der Ungar Dániel Kiss errang die Bronzemedaille.

## Bestehende Rekorde
| Weltrekord           | 12,87 s | Dayron Robles | Ostrava, Tschechien       | 12. Juni 2008   |
| Europarekord         | 12,91 s | Colin Jackson | WM Stuttgart, Deutschland | 20. August 1993 |
| Meisterschaftsrekord | 13,02 s | Colin Jackson | EM Budapest, Ungarn       | 22. August 1998 |

Bei fast allen Rennen herrschte Gegenwind. So wurde der hochklassige bestehende EM-Rekord bei diesen Europameisterschaften nicht erreicht. Die schnellste Zeit erzielte der britische Europameister Andrew Turner im Finale mit 13,28 s bei einem Gegenwind von 1,0 m/s, womit er 26 Hundertstelsekunden über dem Rekord blieb. Zum Europarekord fehlten ihm 37, zum Weltrekord 41 Hundertstelsekunden.

## Legende
Kurze Übersicht zur Bedeutung der Symbolik – so üblicherweise auch in sonstigen Veröffentlichungen verwendet:
| DSQ | disqualifiziert                          |
| DNF | Wettkampf nicht beendet (did not finish) |

## Vorrunde
Die Vorrunde wurde in vier Läufen durchgeführt. Die ersten drei Athleten pro Lauf – hellblau unterlegt – sowie die darüber hinaus vier zeitschnellsten Läufer – hellgrün unterlegt – qualifizierten sich für das Halbfinale.

### Vorlauf 1

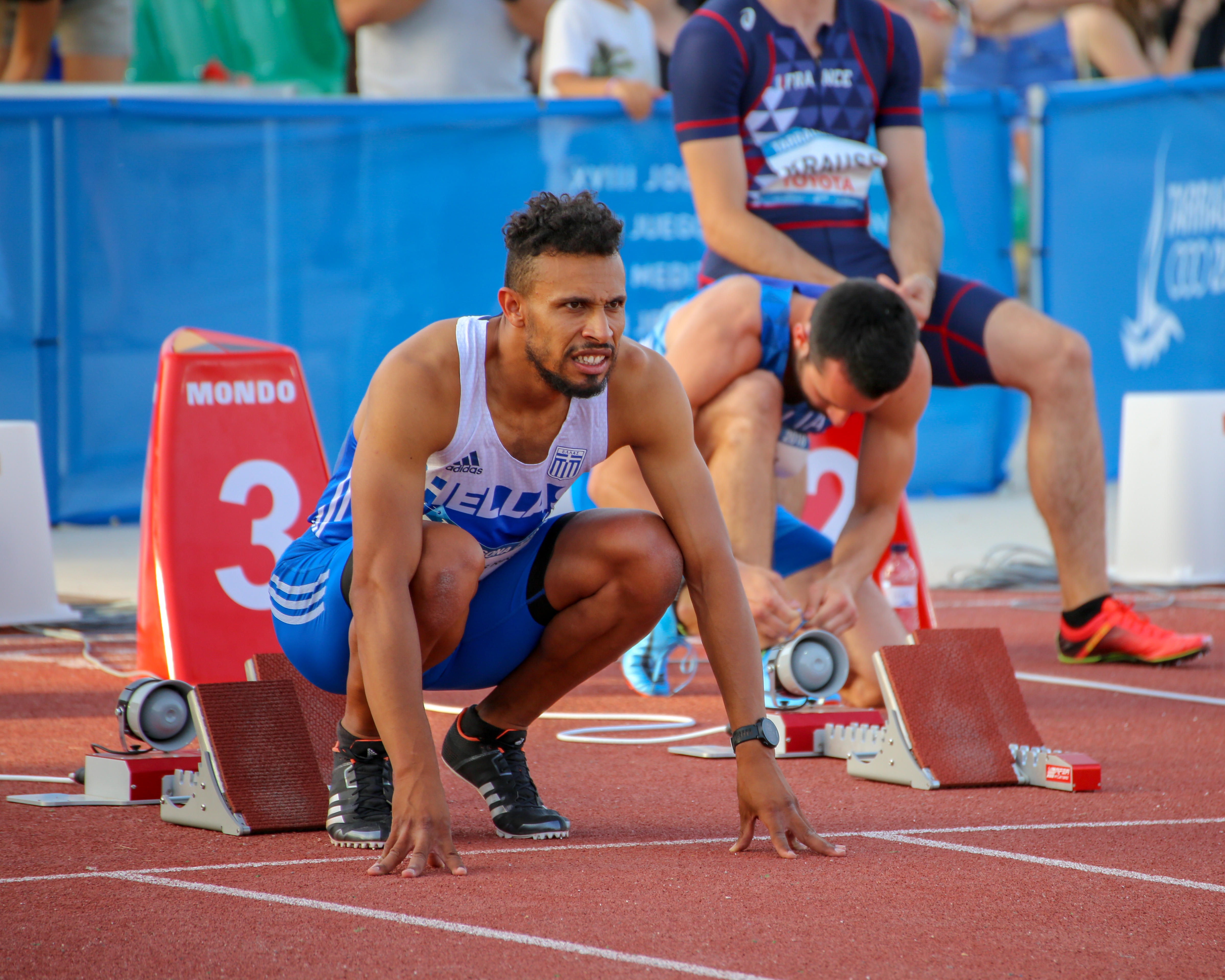
Als Vierter seines Vorlaufs verfehlte Konstadínos Douvalídis (links) das Finale um einen Rang

29. Juli 2010, 10:45 Uhr
Wind: −1,8 m/s
| Platz | Name                    | Nation       | Zeit (s) |
| ----- | ----------------------- | ------------ | -------- |
| 1     | Dimitri Bascou          | Frankreich   | 13,65    |
| 2     | Artur Noga              | Polen        | 13,68    |
| 3     | Jackson Quiñónez        | Spanien      | 13,78    |
| 4     | Konstandinos Douvalidis | Griechenland | 13,80    |
| 5     | Gregory Sedoc           | Niederlande  | 13,95    |
| 6     | Stefano Tedesco         | Italien      | 13,96    |
| 7     | Balázs Baji             | Ungarn       | 14,01    |

### Vorlauf 2

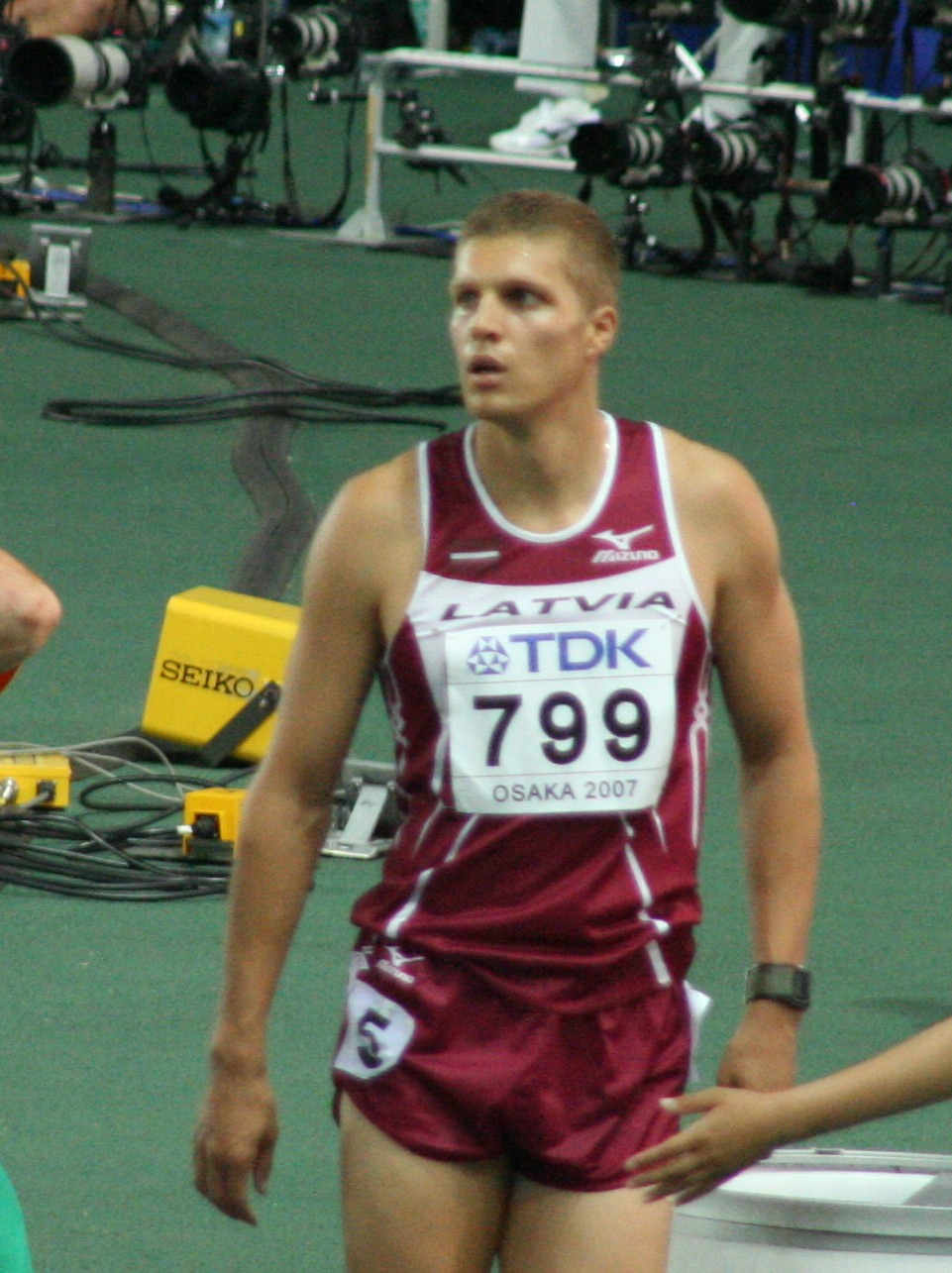
Staņislav Olijars wurde in seinem Vorlauf disqualifiziert

29. Juli 2010, 10:52 Uhr
Wind: −1,1 m/s
| Platz | Name                   | Nation         | Zeit (s) |
| ----- | ---------------------- | -------------- | -------- |
| 1     | Andrew Turner          | Großbritannien | 13,48    |
| 2     | Philip Nossmy          | Schweden       | 13,71    |
| 3     | Ladji Doucouré         | Frankreich     | 13,82    |
| 4     | Martin Mazáč           | Tschechien     | 13,87    |
| 5     | Alexandru Mihăilescu   | Rumänien       | 13,99    |
| 6     | Alexandros Stavrides   | Zypern         | 14,04    |
| 7     | Francisco Javier López | Spanien        | 14,15    |
| DSQ   | Staņislav Olijars      | Lettland       |          |

### Vorlauf 3
29. Juli 2010, 10:59 Uhr
Wind: +0,2 m/s
| Platz | Name                  | Nation         | Zeit (s) |
| ----- | --------------------- | -------------- | -------- |
| 1     | Petr Svoboda          | Tschechien     | 13,50    |
| 2     | Marcel van der Westen | Niederlande    | 13,58    |
| 3     | William Sharman       | Großbritannien | 13,60    |
| 4     | Alexander John        | Deutschland    | 13,61    |
| 5     | Konstantin Schabanow  | Russland       | 13,73    |
| 6     | Felipe Vivancos       | Spanien        | 13,82    |
| 7     | Juha Sonck            | Finnland       | 13,88    |

### Vorlauf 4
29. Juli 2010, 11:06 Uhr
Wind: −0,5 m/s
| Platz | Name              | Nation      | Zeit (s) |
| ----- | ----------------- | ----------- | -------- |
| 1     | Dániel Kiss       | Ungarn      | 13,44    |
| 2     | Garfield Darien   | Frankreich  | 13,50    |
| 3     | Dominik Bochenek  | Polen       | 13,58    |
| 4     | Matthias Bühler   | Deutschland | 13,62    |
| 5     | Maksim Lynsha     | Belarus     | 13,65    |
| 6     | Jurica Grabušić   | Kroatien    | 13,69    |
| DSQ   | Mantas Šilkauskas | Litauen     |          |

## Halbfinale
Aus den beiden Halbfinalläufen qualifizierten sich die jeweils ersten drei Athleten – hellblau unterlegt – sowie die darüber hinaus zwei zeitschnellsten Läufer – hellgrün unterlegt – für das Finale.

### Lauf 1

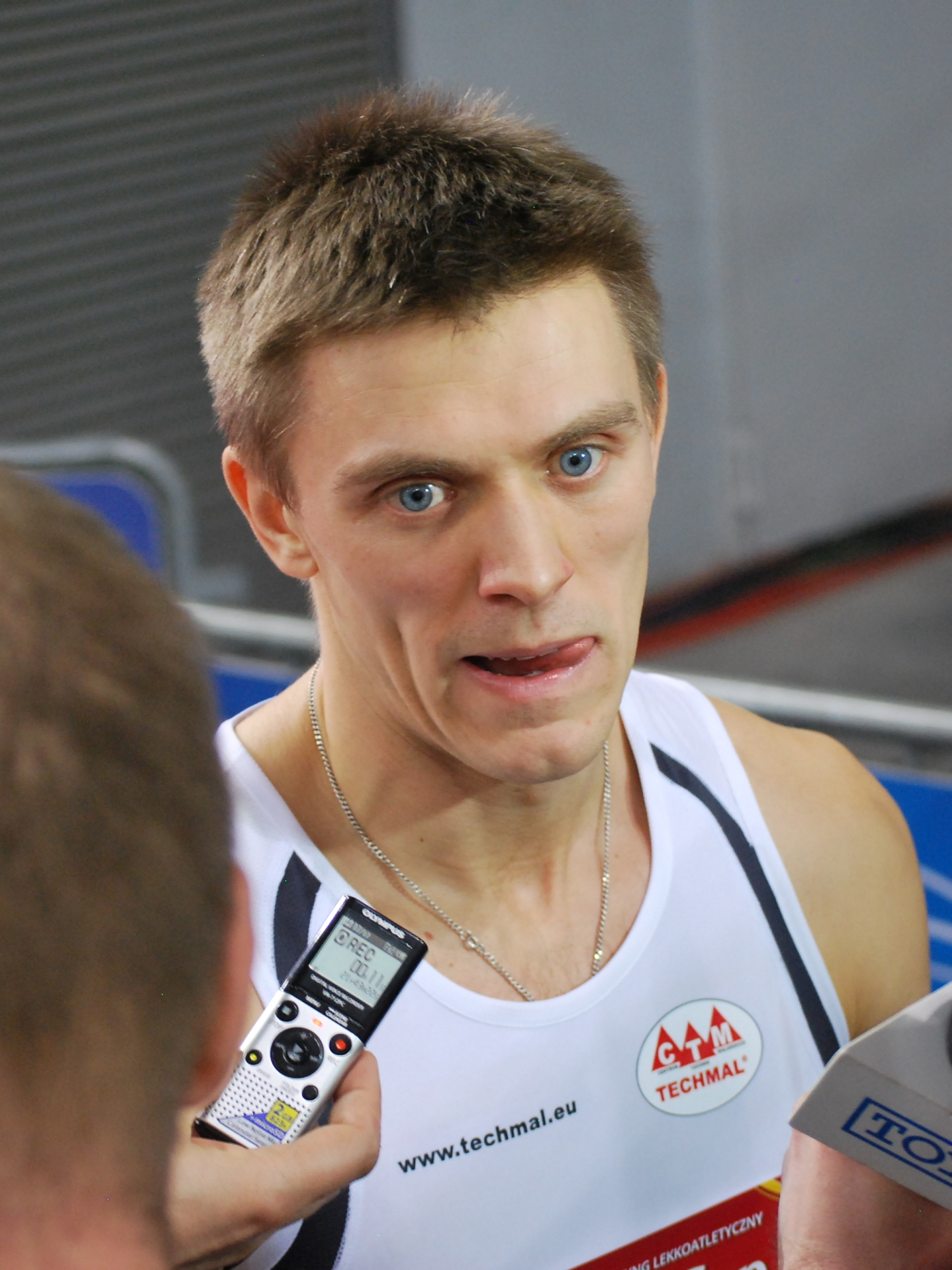
Mit einer Zeit über vierzehn Sekunden hatte Dominik Bochenek keine Chance auf dir Teilnahme am Finale
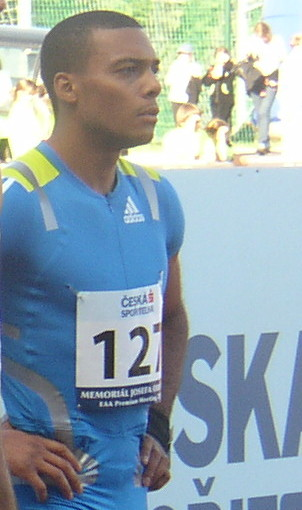
William Sharman wurde in seinem Halbfinallauf disqualifiziert

30. Juli 2010, 18:35 Uhr
Wind: −1,4 m/s
| Platz | Name             | Nation         | Zeit (s) |
| ----- | ---------------- | -------------- | -------- |
| 1     | Garfield Darien  | Frankreich     | 13,39    |
| 2     | Dániel Kiss      | Ungarn         | 13,47    |
| 3     | Alexander John   | Deutschland    | 13,56    |
| 4     | Dimitri Bascou   | Frankreich     | 13,57    |
| 5     | Philip Nossmy    | Schweden       | 13,87    |
| 6     | Dominik Bochenek | Polen          | 14,13    |
| DNF   | Jurica Grabušić  | Kroatien       |          |
| DSQ   | William Sharman  | Großbritannien |          |

### Lauf 2

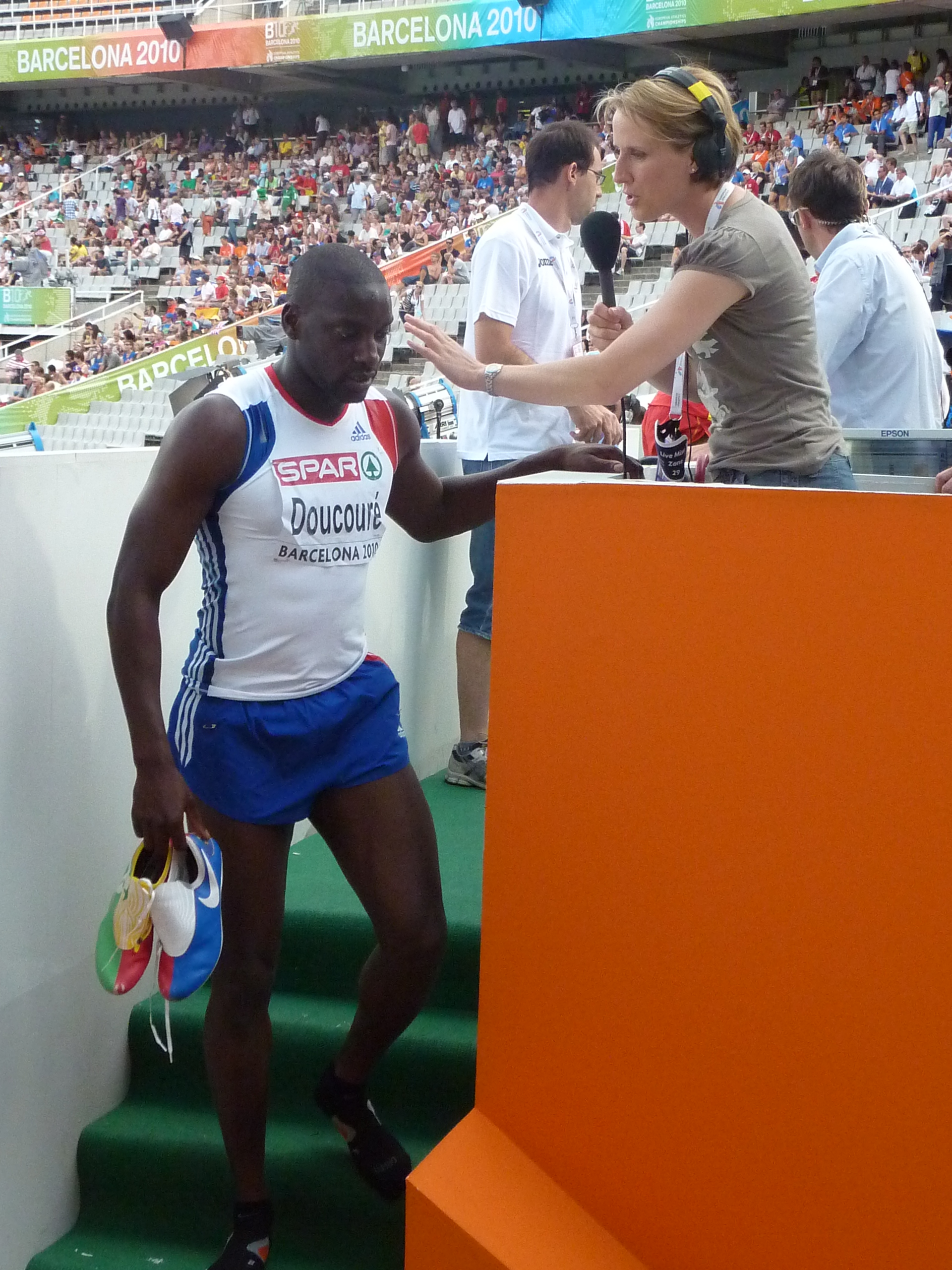
Der Weltmeister von 2005 Ladji Doucouré erreichte als Sechster seines Halbfinales nicht den Endlauf
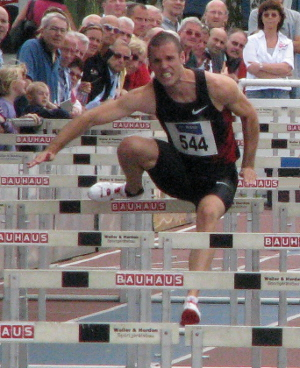
Für Matthias Bühler reichte es als Siebter des zweiten Halbfinallaufs nicht ins Finale
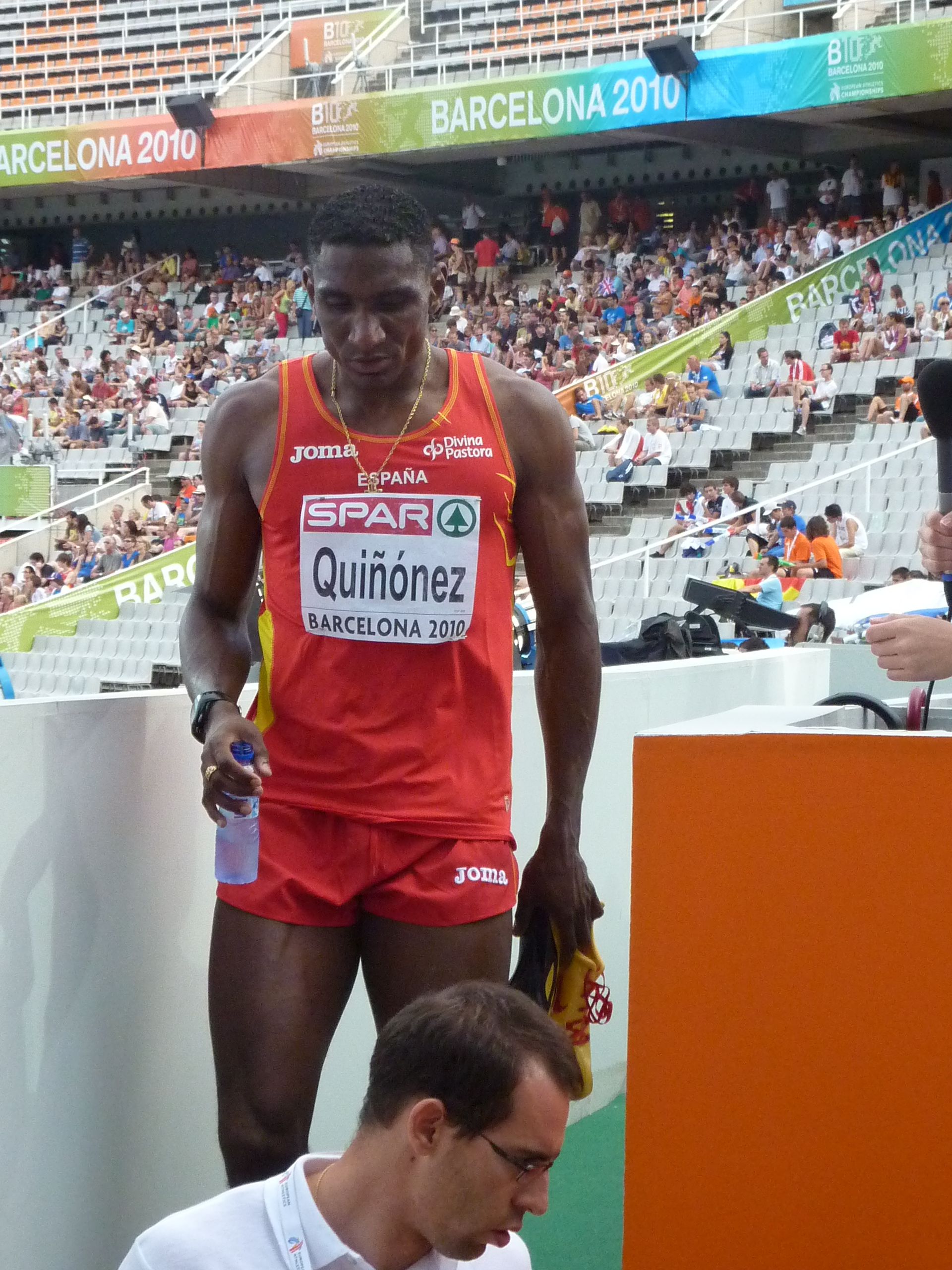
Jackson Quiñónez konnte im Halbfinale die 14-Sekunden-Marke nicht mehr unterbieten und schied aus

30. Juli 2010, 18:43 Uhr
Wind: −0,7 m/s
| Platz | Name                  | Nation         | Zeit (s) |
| ----- | --------------------- | -------------- | -------- |
| 1     | Petr Svoboda          | Tschechien     | 13,44    |
| 2     | Andrew Turner         | Großbritannien | 13,50    |
| 3     | Artur Noga            | Polen          | 13,53    |
| 4     | Marcel van der Westen | Niederlande    | 13,56    |
| 5     | Maksim Lynsha         | Belarus        | 13,68    |
| 6     | Ladji Doucouré        | Frankreich     | 13,80    |
| 7     | Matthias Bühler       | Deutschland    | 13,99    |
| 8     | Jackson Quiñónez      | Spanien        | 14,03    |

## Finale
30. Juli 2010, 19:50 Uhr
Wind: −1,0 m/s
| Platz | Name                  | Nation         | Zeit (s) |
| ----- | --------------------- | -------------- | -------- |
| 1     | Andrew Turner         | Großbritannien | 13,28    |
| 2     | Garfield Darien       | Frankreich     | 13,34    |
| 3     | Dániel Kiss           | Ungarn         | 13,39    |
| 4     | Dimitri Bascou        | Frankreich     | 13,41    |
| 5     | Artur Noga            | Polen          | 13,44    |
| 6     | Petr Svoboda          | Tschechien     | 13,57    |
| 7     | Marcel van der Westen | Niederlande    | 13,58    |
| 8     | Alexander John        | Deutschland    | 13,71    |

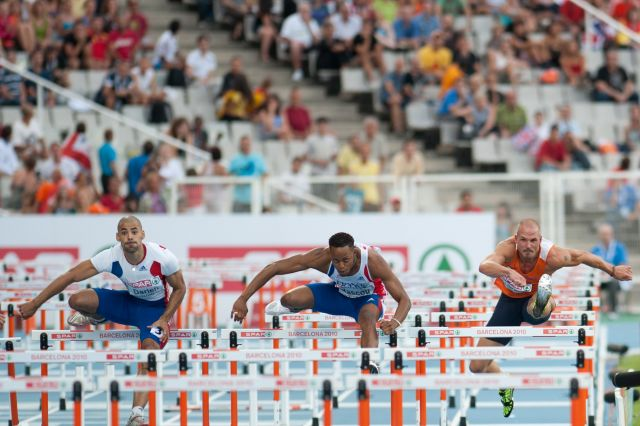
Im Finale (v. l. n. r.): Garfield Darien, Dimitri Bascou, Marcel van der Westen

Der Brite Andy Turner gewann das Rennen. Der schnellste Europäer des Jahres, der Tscheche Petr Svoboda, musste sich mit dem sechsten Rang zufriedengeben.

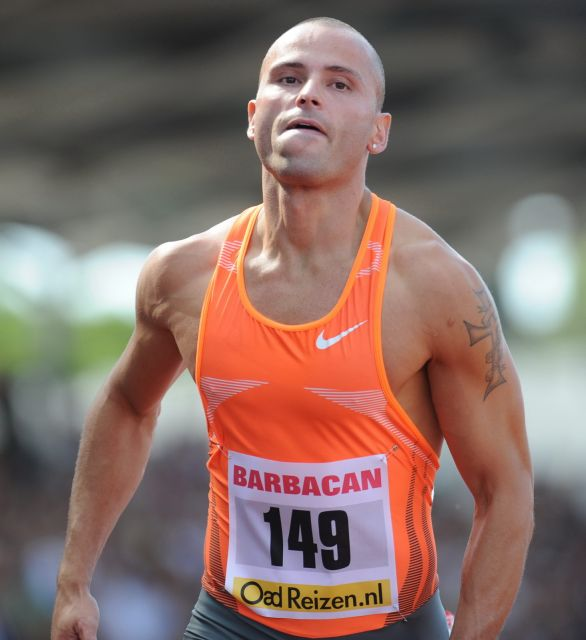
Andrew Turner – nach EM-Bronze 2006 jetzt Europameister
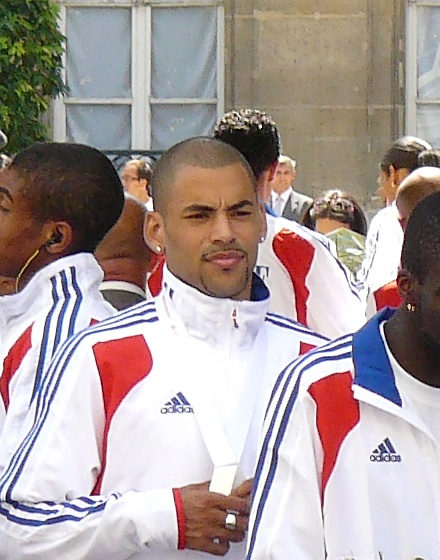
Silbermedaillengewinner Garfield Darien
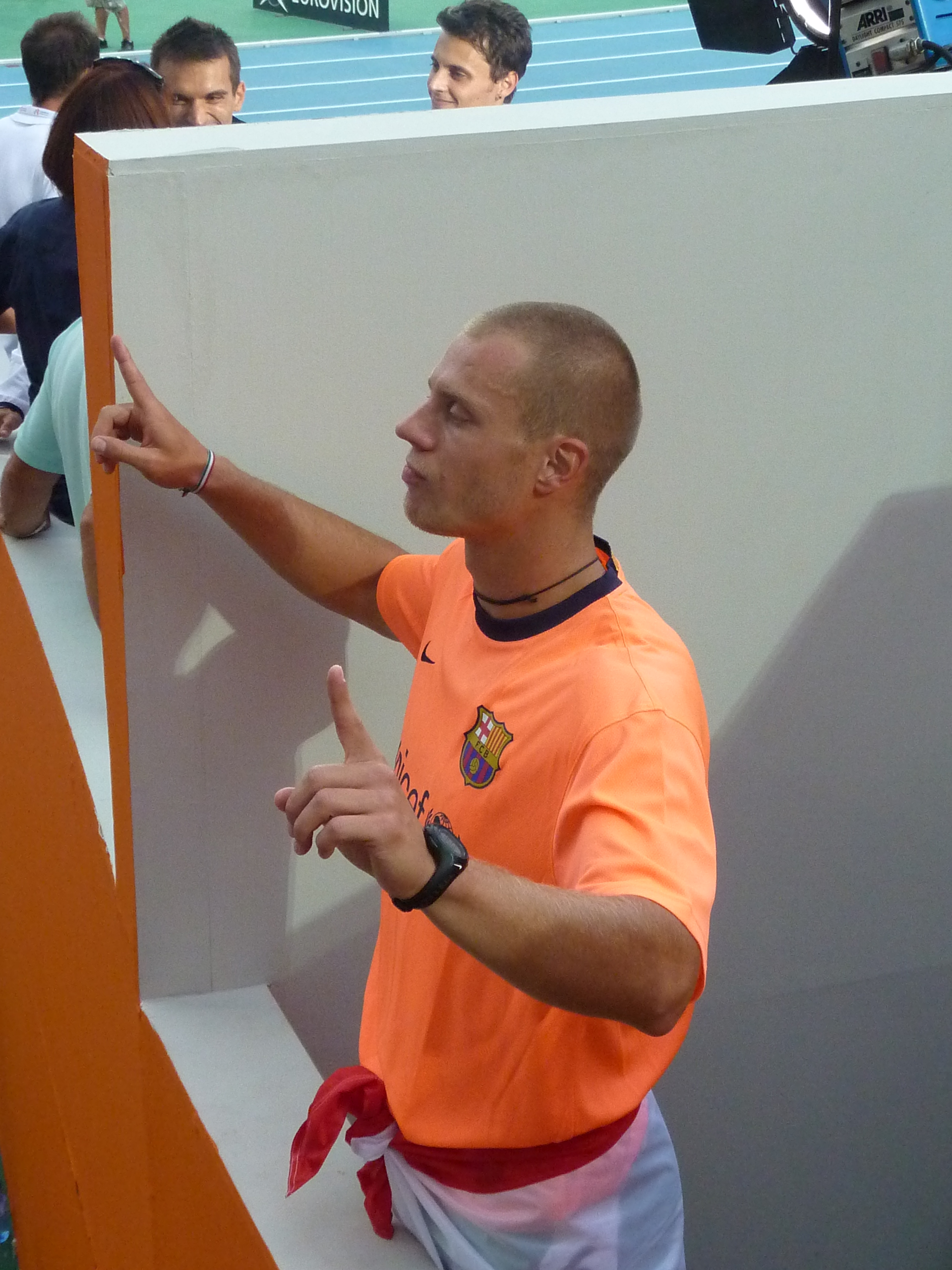
Bronzemedaillengewinner Dániel Kiss
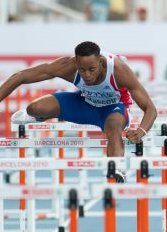
Der viertplatzierte Dimitri Bascou

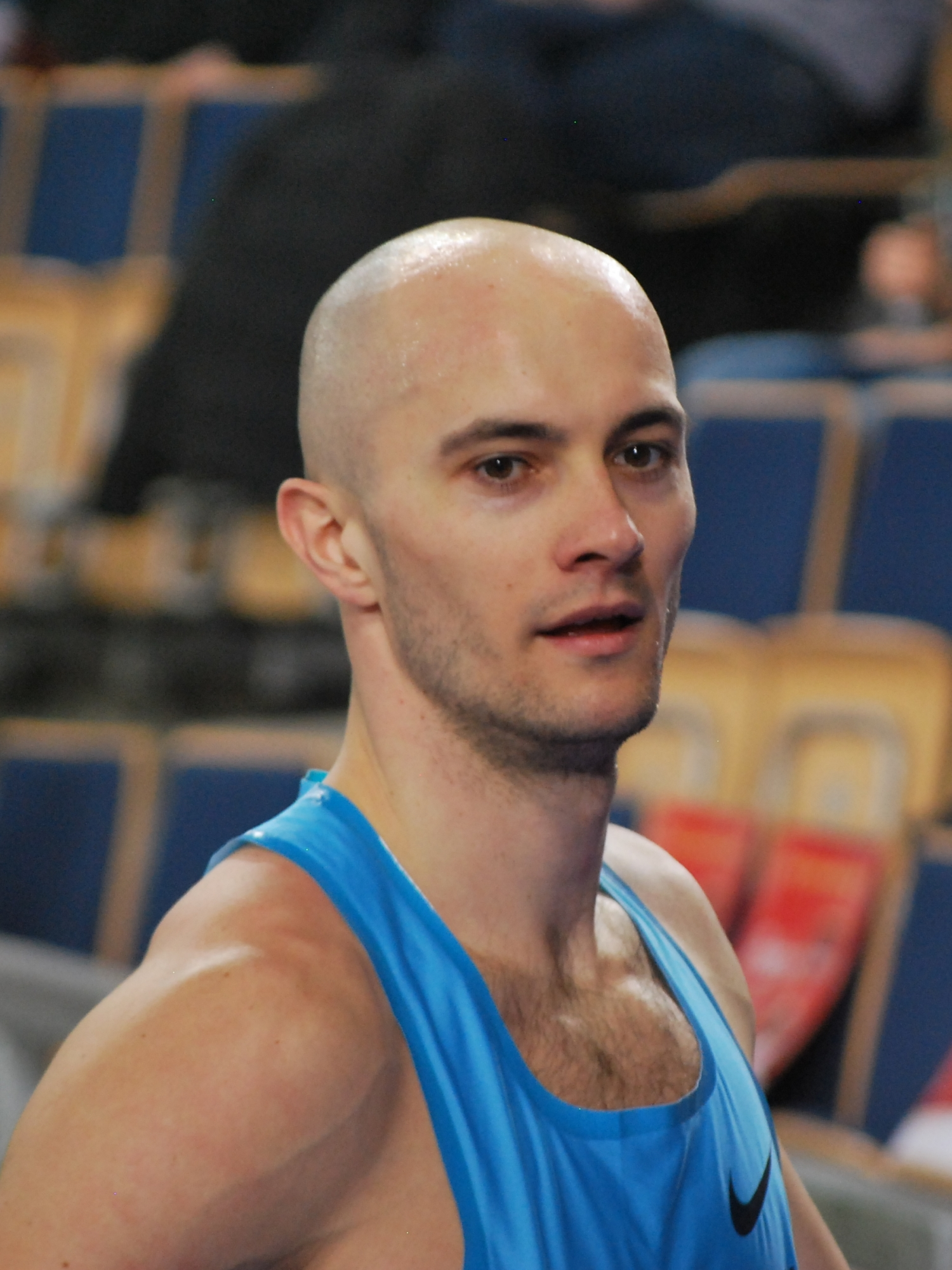
Artur Noga kam auf den fünften Platz
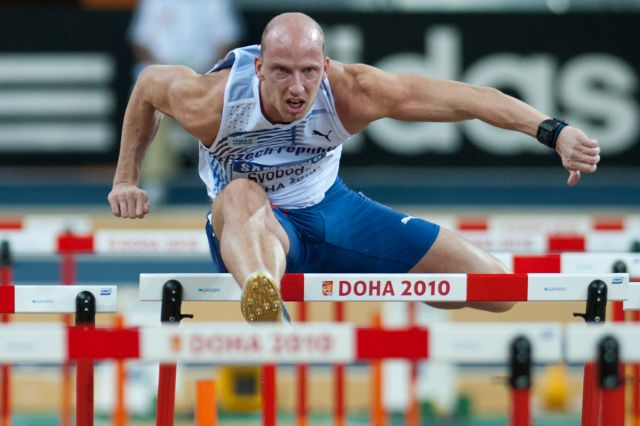
Petr Svoboda erreichte als europäischer Jahresschnellster Rang sechs
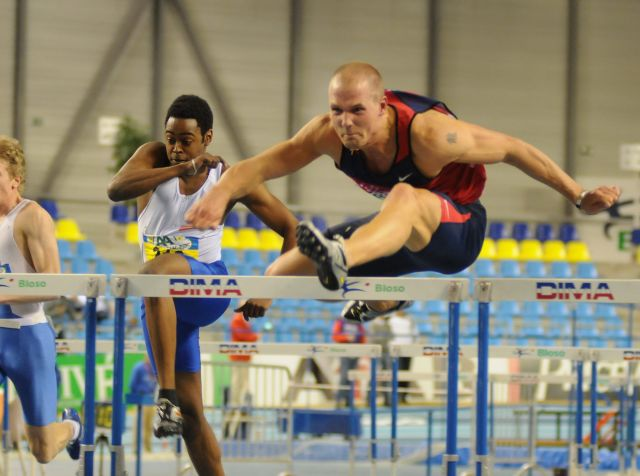
Marcel van der Westen belegte den siebten Platz
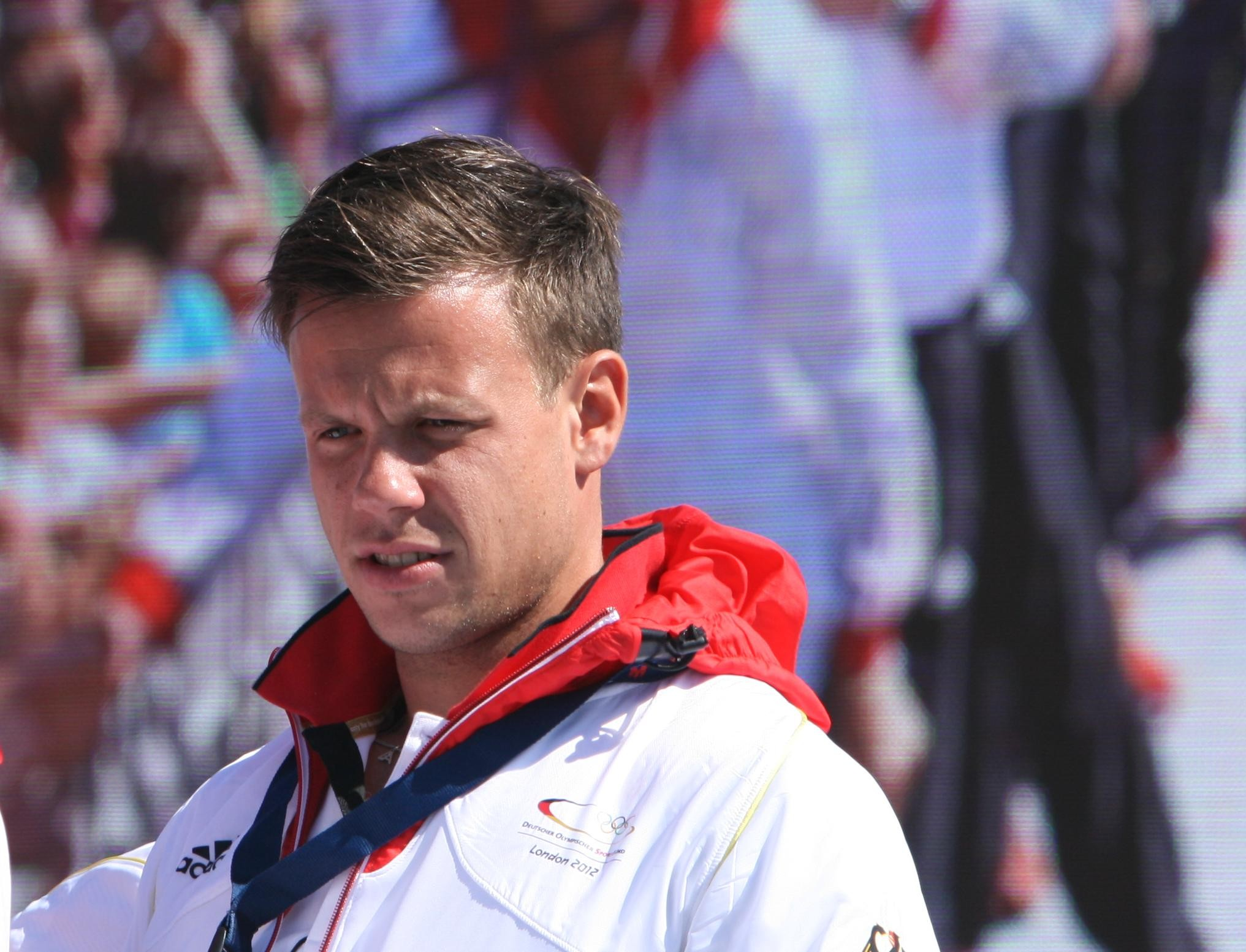
Alexander John konnte seine guten Leistungen aus Vorlauf und Semifinale im Finale nicht wiederholen und wurde Achter

## Videolink
- 110m Hurdles Men Final - European Athletics Championships 2010 (Barcelona), youtube.com (englisch), abgerufen am 12. Februar 2023